# Маритима (Лече)
Маритима (итал. Marittima) је насеље у Италији у округу Лече, региону Апулија.
Према процени из 2011. у насељу је живело 1796 становника. Насеље се налази на надморској висини од 97 м.